# Frijsenborg
Frijsenborg (auch Friisenborg, früher Jernit) ist eine dänische Grafschaft in Jütland im Amt Århus. Die Gutsherrschaft wurde im Jahre 1672 von König Christian V. für den Besitzer Mogens Friis zu Favrskov (1623–1675) bei dessen Ernennung zum Lehnsgrafen in eine Lehnsgrafschaft umgewandelt. Die 84 km² große Grafschaft Frijsenborg war zeitweilig das größte Privateigentum in Dänemark.

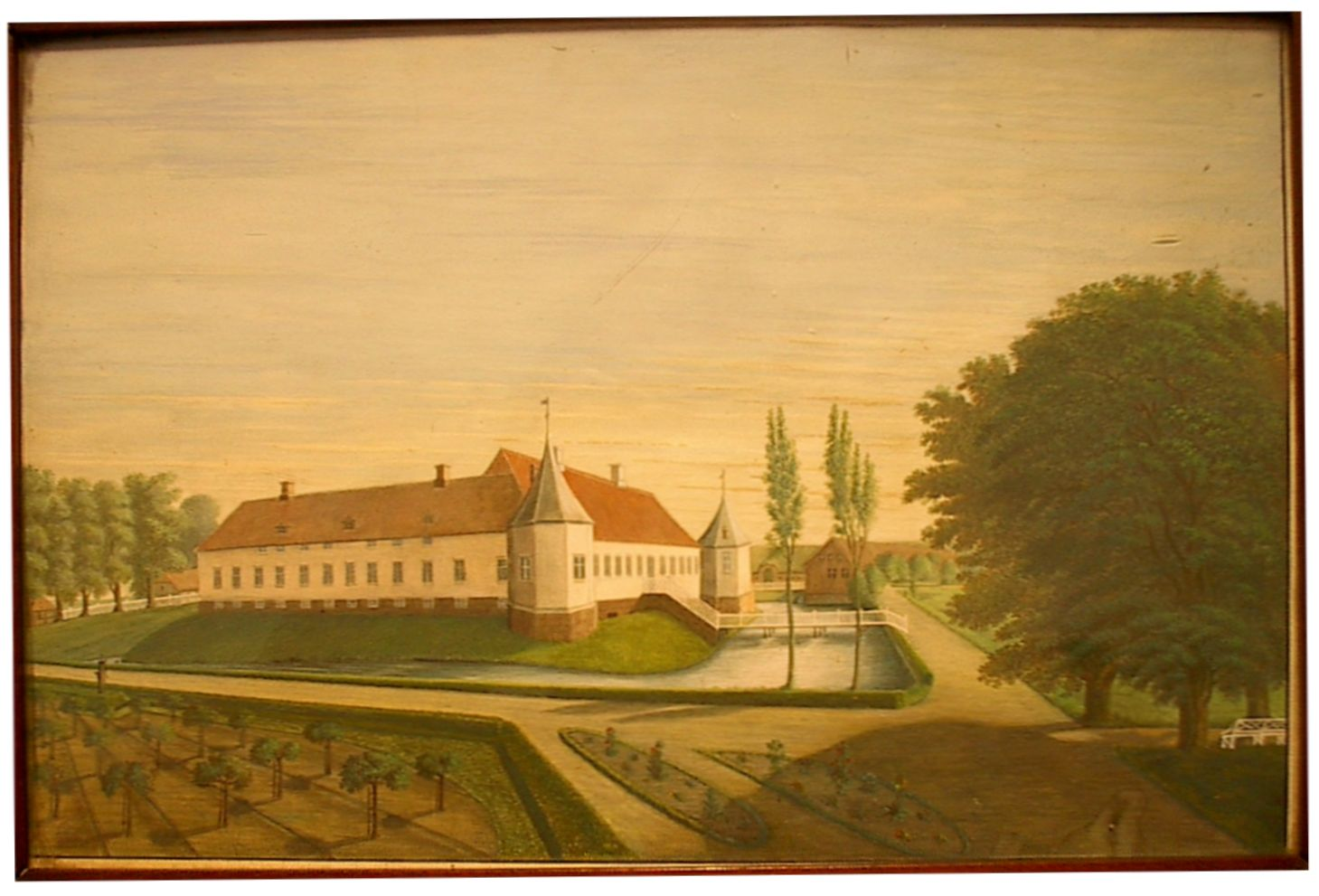
Das alte Schloss um 1830

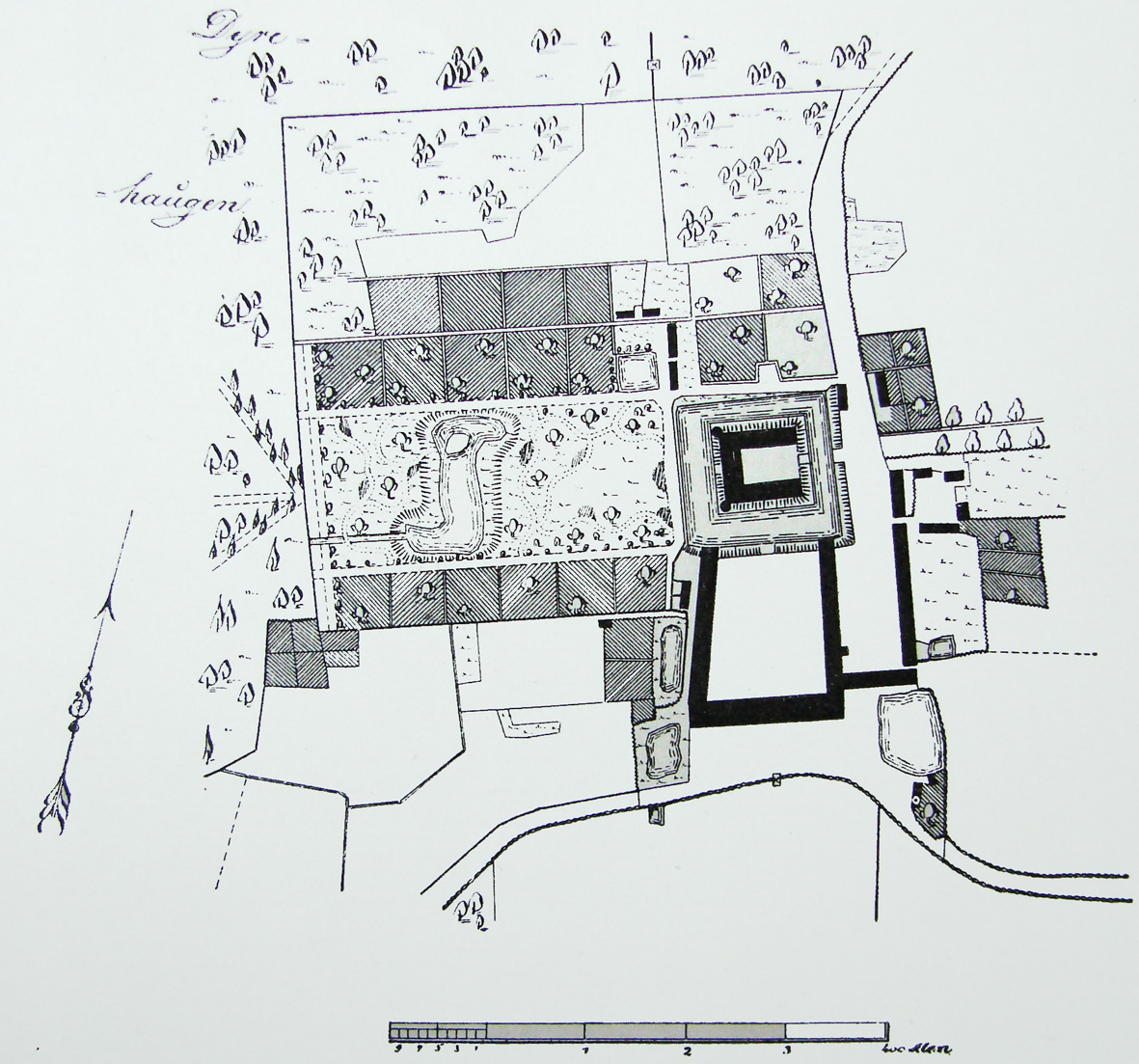
Grundplan Schlossbereich

## Geschichte
Anfang des 16. Jahrhunderts leiteten günstige Entwicklungen in der Landwirtschaft eine Ertragssteigerung ein, die dazu führte, dass die großen Güter sukzessiv noch größer wurden. Das Wachstum erfolgte vor allem auf Kosten der kleinen Bauernhöfe, die aufgekauft wurden. Viele Höfe oder ganze Dörfer wurden bei diesem Prozess aufgelöst.
Jernit war ein Dorf, das zwischen 1583 und 1586 einem Gut einverleibt wurde. Im Jahre 1665 wurde Jernit vom Geheimrat Mogens Friis zu Favrskov, den Sohn von Niels Friis zu Favrskov, übernommen. Ihm verlieh Christian V. 1672 den Titel eines Lehnsgrafen und erhob gleichzeitig Friis’ Landbesitz um Jernit zur Grafschaft. In den folgenden Jahrhunderten kaufte die Grafschaft mehrere Höfe und die früher selbständigen Güter Søbygård und Lyngballegård auf. Über viele Erbgänge kam der Besitz schließlich 1799 an die Grafen Krag Juel Vind Frijs und von diesen 1959 an die Lehnsgrafen Wedell auf Wedellsborg.

## Das Schloss und der Garten

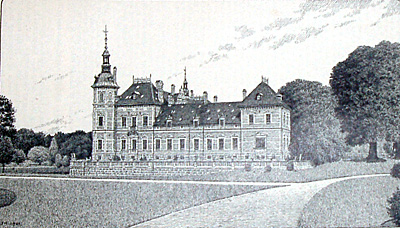
Das Schloss um 1900

Frijsenborgs imposantes Herrenhaus entstand in den Jahren 1862–1867  auf den Fundamenten einer abgerissenen Barockanlage. In seiner Gesamtheit ist das Schloss eine Annäherung des niederländischen Renaissancestils an den prunkvollen, leicht überladenen Stil des 19. Jahrhunderts. Im Gegensatz zu den meisten anderen Gütern erlebte Frijsenborg in der zweiten Hälfte des vorigen Jahrhunderts eine wirtschaftliche Glanzperiode. Der Reichtum wurde in Bauwerke, Gartenanlagen und Kunst investiert. Zum Schloss gehört ein durch ausgedehnte Grasflächen mit Gruppen von Bäumen und Sträuchern geprägter englischer Garten. In den tiefer gelegenen Bereichen liegen kleine Seen mit Zierfischen und Binsengewächsen. Charakteristisch für den Englischen Garten Frijsenborgs sind das Gartenhäuschen, der Grabhügel und eine Tempelruine.
Mit etwa 3.720 ha Ackerland und 7.220 ha Wald war die Frijsenborg im Jahre 1922, als die Lehen in Dänemark aufgelöst wurden, das größte Gut des Landes. Eine derart große landwirtschaftliche Einheit konnte nicht zentral geführt werden. Innerhalb des heutigen Gutes liegen fünf große Höfe, Frijsendal, Fuglsang, Jernit, Søbygård und Lyngballegård, von wo aus die Ländereien bestellt wurden.

## Frijsendal
Das 1868 bis 1869 errichtete Herrenhaus wurde abgerissen. Die Wirtschaftsgebäude, die ungefähr aus derselben Zeit stammen, bestehen aus drei Flügeln. Sie sind im charakteristischen Frijsenborg-Neuklassizismus errichtet, mit giebelgeschmückten Wirtschaftsgebäuden, mit profiliertem Mauerwerk und Tierköpfen in den Giebeldreiecken.

## Fuglsang
Von Fuglsang ist nur noch ein hübsches, einflügeliges Fachwerkgebäude aus dem Jahre 1740 erhalten. Der Rest ist einem Brand zum Opfer gefallen.

## Jernit
In den 1890er Jahren musste der Wirtschaftshof der Frijsenborg dem Hof Jernit, der ca. 1,5 km östlich von Frijsenborg liegt, weichen.

## Lyngballegård
Das Wohngebäude aus dem Jahre 1846 wird nicht mehr bewohnt. Die Flügelgebäude des Hofes werden als Lager verwendet.

## Neuere Geschichte
Als Graf Frederik Carl Krag-Juel-Vind-Frijs im Jahre 1815 starb, war Frijsenborg eine verschuldete Grafschaft. Sein Sohn Jens Christian Krag-Juel-Vind-Frijs erbte den Besitz und schaffte die Fron ab. Pachthöfe, die in schlechtem Zustand waren, wurden modernisiert. Im Jahre 1849 übernahm sein Sohn Christian Emil Krag-Juel-Vind-Frijs (1817–1896) den Nordteil der Grafschaft. Im Garten wurde eine Familiengrabstätte errichtet und Jens Christian wurde dort 1860 als erster beigesetzt. Frühere Generationen der Familie liegen in der Pfarrkirche von Hammel. Sein Sohn Graf Mogens Frijs hatte keinen männlichen Erben und verklagte deshalb das Justizministerium, da es seine Tochter als rechtmäßige Erbin abgelehnt hatte, da sie eine Frau war. Als Graf Mogens Frijs im Jahre 1929 starb, erbte seine Tochter das Schloss. Im Jahre 1950 wurde das Gut an ihren Sohn Graf Charles Wedell übertragen. 1958 übernahm er Frijsenborg ganz.